# Hihi
Hihi – wieś w Nowej Zelandii, na Wyspie Północnej, w regionie Northland.